# Enrique Rodríguez Fabregat
Enrique Rodríguez Fabregat (San José, Uruguay, 11 de noviembre de 1895 - 19 de noviembre de 1976) fue un maestro, escritor, periodista y político uruguayo. Fue miembro del Partido Colorado y, posteriormente, fundador de Frente Amplio.

## Biografía
Nació en San José en 1895, fue hijo de Enrique Rodríguez y María Fabregat
Su hijo Daniel, periodista de profesión, alcanzó el puesto de editor en jefe del diario El País.

## Actividad política
Militante del Partido Colorado, fue diputado, senador, Ministro de Instrucción Pública en la época de José Batlle y Ordóñez. Debió exiliarse a raíz de la dictadura de Terra.
Tuvo destacada actuación diplomática. Fue embajador de Uruguay ante México y Austria, ámbito en el que corredactó con Gabriela Mistral la Tabla de los Derechos de la Niñez, base para la creación de UNICEF. En su rol de delegado ante la Organización de las Naciones Unidas, integró la Comisión Investigadora de las Naciones Unidas para Palestina, donde colaboraron con él Oscar Secco Ellauri y Edmundo Sisto; su aporte fue fundamental para el establecimiento del Estado de Israel. Ocupó este cargo hasta 1961.
De niño estuvo muy influenciado por el juicio de Dreyfus.  Luchó contra el antisemitismo en la URSS. 
Por su ayuda en Estado moderno de Israel a establecerse, se conmemora en Israel.
En 1961 al 'asociado' de ex-Mufti de la Segunda Guerra Mundial: A. Shukairy / Shukeiri (el inventor de la calumnia del apartheid, fue retirado después de saludar Nazi Tacuara) quien declaró falsamente que Fabregat es supuestanente judío y, por lo tanto, su "lealtad" solo puede ser hacia Israel y no hacia su país Uruguay, Sr. Fabregat respondió con gracia, que este odio pertenece a la vejez, y que esto muestra la falsedad de su diatriba habitual. El comentario de Shukairy  recordó a la propaganda nazi de  cuestionando la lealtad - bulo.
En 1965, Rodríguez Fabregat acompaña a Amílcar Vasconcellos en las elecciones internas de la Lista 15, pero resultan derrotados por un joven Jorge Batlle Ibáñez.
En 1971 participó en la fundación del Frente Amplio, integrando una lista con otros políticos de extracción batllista como Zelmar Michelini y Alba Roballo. En 1973 debió exiliarse nuevamente, esta vez en Buenos Aires, donde trabajó en la agencia Prensa Latina.

## Actividad periodística
Tuvo también destacada actuación periodística, en el diario La Razón y como colaborador en varias revistas.
En 2001, una escuela de San José de Mayo fue bautizada con su nombre.